# ديلي تومبسون
تومبسون دالي (بالإنجليزية: Daley Thompson) (من مواليد 30 يوليو 1958 في لندن) هو أحد أبرز الرياضيين البريطانيين في المباريات العشارية. فاز بالميدالية الذهبية في الألعاب الأولمبية التي جرت في عام 1980 و1984، حطم هذا الرياضي الرقم العالمي لأعلى نتائج المباريات العشارية، ولثلاث مرات على التوالي.

## وصلات خارجية
- ديلي تومبسون على موقع الاتحاد الدولي لألعاب القوى (الإنجليزية)
- ديلي تومبسون على موقع اللجنة الأولمبية الدولية (الإنجليزية)
- ديلي تومبسون على موقع أوليمبيديا (الإنجليزية)
- ديلي تومبسون على موقع اللجنة الأولمبية البريطانية (الإنجليزية)
- ديلي تومبسون على موقع اتحاد ألعاب الكومنولث (مؤرشف) (الإنجليزية)
- موقعه الرسمي (بالإنجليزية)